# Маробод
Маробод (лат. Maroboduus, 30 год до н. э. — 37 год н. э., Равенна, Римская империя) — вождь маркоманов.

## Биография
Происходил из знатного рода маркоманов. Юношей жил в Риме, воспитывался при дворе императора Августа. В 8 году до н. э. после вторжения римлян (под командованием Нерона Клавдия Друза) в Северную Германию маркоманы, потерпев поражение, переселились на территорию современной Чехии, где вошли в союз племён, возглавленный Марободом. При этом маркоманы вытеснили с этой территории группу кельтских племён — бойев (от которых происходит название Богемия). Маркоманы занимали господствующее положение в союзе племён, куда также входили квады, лангобарды, семноны и гермундуры. Союз, однако, оказался недолговечным. По римскому образцу он организовал армию (70 тысяч человек пехоты и 4 тысячи конницы). Из-за угрозы экспансии римлян в Рейнско-Дунайский бассейн Маробод увёл подконтрольные ему германские племена в Богемию, где реорганизовал конфедерацию и объявил себя королём. Он стал первым задокументированным правителем Богемии.
Август планировал в 6 году вторжение в государство Маробода, так как считал его опасным для Римской Империи. Будущий император Тиберий повелел 12 легионам атаковать маркоманов, но неожиданная вспышка восстания в Иллирии, и необходимость отправить туда войска, вынудила его заключить мир и признать Маробода королём.

## Война с Арминием и смерть
После битвы в Тевтобургском Лесу и разгрома 3 римских легионов вождь херусков Арминий прислал Марободу голову командующего римской армии Публия Квинтилия Вара и предложил заключить союз против римлян. Вождь маркоманов отказался от этого предложения и отослал голову в Рим.
В 17 году армия Маробода была разбита Арминием, и в 18 году маркоманам пришлось уйти из Богемии. В 19 году Маробод был свергнут молодым маркоманом благородного происхождения Катуальдой, который был незадолго до этого изгнан королём маркоманов и жил в изгнании среди готов. Маробод бежал в Италию и вынужден был просить убежища у римлян. Император Тиберий на протяжении 18 лет содержал его в Равенне до его кончины в 37 году н.э.